# مرز (فیلم ۱۹۹۶)
«مرز» (ایتالیایی: La frontiera) یک فیلم است که در سال ۱۹۹۶ منتشر شد.